# Pyrenaearia navasi
Pyrenaearia navasi es una especie de molusco gasterópodo de la familia Hygromiidae.

## Distribución geográfica
Es endémica del Moncayo (España).  